# Przestrzeń Baire’a
Przestrzeń Baire’a – termin w topologii i teorii mnogości, który jest używany w dwóch znaczeniach. Może on odnosić się do pewnej własności przestrzeni topologicznych, ale jest to też nazwa szczególnego przykładu takiej przestrzeni.
W obydwu przypadkach, ta nazwa została wprowadzona dla uhonorowania francuskiego matematyka René-Louisa Baire’a.

## Własność przestrzeni topologicznych

### Definicja
Niech {\displaystyle (X,\tau )} będzie przestrzenią topologiczną. Powiemy, że {\displaystyle X} jest przestrzenią Baire’a jeśli część wspólna każdej przeliczalnej rodziny otwartych gęstych podzbiorów {\displaystyle X} jest gęstym podzbiorem {\displaystyle X.}
Niektórzy autorzy używają zwrotu {\displaystyle X} ma własność Baire’a (zamiast „{\displaystyle X} jest przestrzenią Baire’a”). Należy jednak zwrócić uwagę, że podobna terminologia jest używana dla określenia własności Baire’a podzbiorów przestrzeni.

### Przykłady
- Prosta rzeczywista {\displaystyle \mathbb {R} } i ogólniej każda z przestrzeni euklidesowych {\displaystyle \mathbb {R} ^{n}} jest przestrzenią Baire’a.
- Każda przestrzeń dyskretna jest przestrzenią Baire’a.
- Każda przestrzeń polska i ogólniej każda przestrzeń zupełna jest przestrzenią Baire’a.
- Każda lokalnie zwarta przestrzeń T2 jest przestrzenią Baire’a.
- Przestrzenie zupełne w sensie Čecha są przestrzeniami Baire’a.
- Przestrzeń {\displaystyle (\mathbb {R} \times (0,\infty ))\cup (\mathbb {Q} \times 0)} z metryką euklidesową jest przestrzenią Baire’a (bo dla dowolnego jej podzbioru domkniętego brzegowego {\displaystyle F} zbiór {\displaystyle F\cup (\mathbb {R} \times 0)} jest domknięty brzegowy w {\displaystyle \mathbb {R} \times [0,\infty ),} która jest przestrzenią Baire’a), ale nie jest zupełna w sensie Čecha (bo jej domkniętym podzbiorem jest {\displaystyle \mathbb {Q} \times 0,} która nie jest metryzowalna w sposób zupełny).

### Własności
Niech {\displaystyle (X,\tau )} będzie przestrzenią topologiczną. Wówczas następujące warunki są równoważne:
- {\displaystyle X} jest przestrzenią Baire’a,
- żaden otwarty niepusty podzbiór {\displaystyle X} nie jest pierwszej kategorii,
- wnętrze sumy przeliczalnie wielu zbiorów nigdziegęstych jest puste,
- dla każdych domkniętych zbiorów {\displaystyle F_{1},F_{2},F_{3},\dots \subseteq X,} jeśli {\displaystyle \operatorname {int} {\big (}\bigcup \limits _{i=1}^{\infty }F_{i}{\big )}\neq \emptyset ,} to {\displaystyle \operatorname {int} (F_{i})\neq \emptyset } dla pewnego {\displaystyle i.}

## Szczególna przestrzeń topologiczna

### Definicja
Nazwa przestrzeń Baire’a jest też używana dla określenia przestrzeni wszystkich ciągów nieskończonych o wyrazach w liczbach naturalnych. Niech {\displaystyle \mathbb {N} ^{\mathbb {N} }} będzie zbiorem wszystkich ciągów liczb naturalnych, czyli zbiorem wszystkich funkcji z {\displaystyle \mathbb {N} } w {\displaystyle \mathbb {N} .} Zbiór ten może być traktowany jako produkt {\displaystyle \prod \limits _{i=1}^{\infty }\mathbb {N} } przeliczalnie wielu kopii zbioru {\displaystyle \mathbb {N} .} Jeśli na zbiorze liczb naturalnych wprowadzimy topologię przestrzeni dyskretnej, to wtedy na zbiorze {\displaystyle \prod \limits _{i=1}^{\infty }\mathbb {N} } możemy wprowadzić topologię produktową {\displaystyle \tau _{B}.} Przestrzeń topologiczna {\displaystyle (\mathbb {N} ^{\mathbb {N} },\tau _{B})} jest nazywana przestrzenią Baire’a.
W teorii mnogości, przestrzeń Baire’a jest często oznaczana przez {\displaystyle \omega ^{\omega }} (jako że zbiór liczb naturalnych jest tam oznaczany przez {\displaystyle \omega }). W opisowej teorii mnogości zwyczajowo przestrzeń Baire’a jest oznaczana przez {\displaystyle {\mathcal {N}}.} To ostatnie oznaczenie będzie używane poniżej.

### Własności i zastosowanie
- Przestrzeń Baire’a jest przestrzenią polską. Odpowiednia metryka może być zdefiniowana następująco. Dla różnych {\displaystyle f,g\in {\mathcal {N}}} kładziemy {\displaystyle n(f,g)=\min\{n\in \mathbb {N} :f(n)\neq g(n)\}.} Definiujemy

{\displaystyle d(f,g)=0} jeśli {\displaystyle f=g} oraz {\displaystyle d(f,g)=2^{-n(f,g)}} w przeciwnym wypadku.
Łatwo można sprawdzić, że {\displaystyle d} jest metryką zupełną na zbiorze {\displaystyle \mathbb {N} ^{\mathbb {N} }} generującą topologię {\displaystyle \tau _{B}.}
- {\displaystyle {\mathcal {N}}\times {\mathcal {N}}} jest homeomorficzne z {\displaystyle {\mathcal {N}}.} I ogólniej, produkt przeliczalnie wielu kopii przestrzeni {\displaystyle {\mathcal {N}}} jest homeomorficzny z {\displaystyle {\mathcal {N}}.}
- Przestrzeń {\displaystyle {\mathcal {N}}} jest homeomorficzna z przestrzenią liczb niewymiernych (wyposażonych w topologię podprzestrzeni {\displaystyle \mathbb {R} }).
- Przestrzeń {\displaystyle {\mathcal {N}}} jest jedną z przestrzeni standardowo używaną w opisowej teorii mnogości, m.in. przy definiowaniu hierarchii zbiorów rzutowych.
- W dodatku do struktury topologicznej, {\displaystyle {\mathcal {N}}} ma naturalną strukturę praporządku. Określmy relację {\displaystyle \leqslant ^{*}} na {\displaystyle {\mathcal {N}}} przez

{\displaystyle f\leqslant ^{*}g} wtedy i tylko wtedy gdy {\displaystyle {\big (}\exists N\in \mathbb {N} {\big )}{\big (}\forall n\geqslant N{\big )}(f(n)\leqslant g(n){\big )}}
Wówczas {\displaystyle \leqslant ^{*}} jest praporządkiem (ale nie porządkiem częściowym). Szereg współczynników kardynalnych studiowanych w teorii mnogości związanych z tym praporządkiem ma też znaczenie dla struktury topologicznej {\displaystyle {\mathcal {N}}.} Np. liczba dominująca {\displaystyle {\mathfrak {d}}} występująca w diagramie Cichonia jest minimalną liczbą zwartych podzbiorów {\displaystyle {\mathcal {N}}} potrzebnych do pokrycia całej przestrzeni.